# Bannière gauche de Sonid
Pour les articles homonymes, voir Sonid.
La bannière gauche de Sonid (苏尼特左旗 ; pinyin : Sūnítè Zuǒ Qí) est une subdivision administrative de la région autonome de Mongolie-Intérieure en Chine. Elle est placée sous la juridiction de la ligue de Xilin Gol.

## Démographie
La population de la bannière était de 32 143 habitants en 1999.